# Wybuch w Sanoku (1944)
Wybuch w Sanoku – eksplozja płynów łatwopalnych w dniu 2 sierpnia 1944 w Sanoku.

## Przebieg
Zdarzenie miało miejsce podczas II wojny światowej w końcowym okresie okupacji niemieckiej na obszarze ówczesnego Landkreis Sanok. Na początku sierpnia 1944 w związku ze zbliżającym się frontem wschodnim i nacierającymi jednostkami Armii Czerwonej Niemcy prowadzili ewakuację z tego terenu. W tym dniach dokonali oni wysadzenia infrastruktury Sanockiej Fabryki Akumulatorów w dzielnicy Posada. Leżące w pobliżu magazyny zostały pozostawione otwarte. W okresie II Rzeczypospolitej należały one do fabryki „Sanok”. Polska Spółka dla Przemysłu Gumowego S.A., a podczas wojny składowała tam towary ukraińska firma handlowa pod nazwą Weryka Kooperatywa Narodnej Torhiwli „Sojusz”, która zaopatrywała okoliczną ludność (mieszkańcy określali to miejsce jako „hurtownia Sojuza”). Odjeżdżając, Niemcy mieli wręcz zachęcać do zabierania pozostawionych tam dóbr. W skwarnym dniu 2 sierpnia 1944 ludzie pochodzący zarówno z Sanoka jak i z okolic miasta (z pobliskich wsi Stróże Wielkie, Olchowce, Zahutyń, Trepcza, Niebieszczany) wydobywali przedmioty i towary zgromadzone w tychże magazynach, co do których panował powszechny deficyt, np. żywność, naftę do lamp (tamtejsza okolica nie była jeszcze zelektryfikowana), a także przybory szkolne kuszące do pojawienia się na miejscu młodzieży. W piętrowym budynku przy ogrodzeniu nad Sanem znajdowały się cysterny, których zawartość była sprawdzana przez ludzi, co skutkowało rozlewaniem ich zawartości. Z wielkich ponad 200-litrowych beczek ludzie przelewali naftę do mniejszych zbiorników. Jednym ze świadków zdarzenia był wówczas niespełna 20-letni Emil Buras, według którego nafta była wszędzie porozlewana, a ludzie brodzili w niej po kostki. W magazynach był także alkohol, spożywany przez ludzi już na miejscu po wydobyciu. Także inne relacje podawały, że teren był pokryty łatwopalnymi płynami, w związku z czym po latach przyjęto, że zapaleniu uległy łącznie nafta, olej, benzyna, spirytus i dodatkowo amunicja.

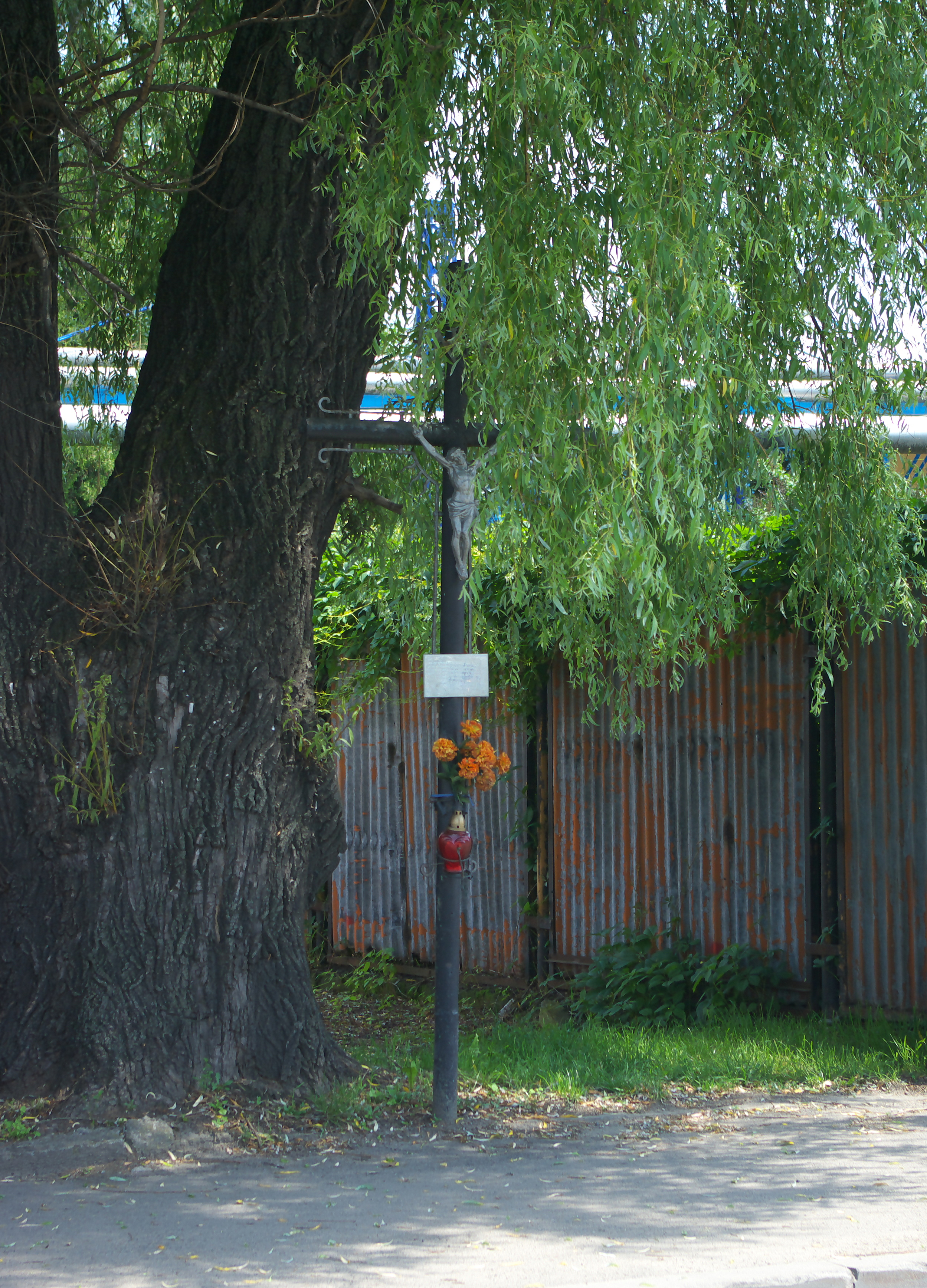
Krzyż upamiętniający do 2014 przy ulicy Dworcowej

Po południu, zapewne po godz. 15, a prawdopodobnie około godz. 17, nastąpił wybuch spowodowany zapaleniem się materiałów pędnych, zgromadzonym na okolicznej powierzchni. Nie ustalono co dokładnie doprowadziło do eksplozji (współczesne przypuszczenia mówią o możliwym niedopałku papierosa bądź niezamierzonym wskrzeszeniu iskry, a nawet samozapłonie). Miała ona jeszcze większy rozmiar przez następczy wybuch w budynku dawnej fabryki nad Sanem, gdzie eksplodowały inne materiały, rzekomo składowana tam amunicja. Niektórzy ludzie dotknięci siłą eksplozji zostali wyrzuceni kilkadziesiąt metrów w górę. Część ofiar poniosła śmierć na miejscu. Osoby ocalałe, aczkolwiek płonące niczym żywe pochodnie, szukały ratunku biegnąc intuicyjnie do przepływającego w pobliżu Sanu, gdzie niektórzy z nich utonęli z uwagi na kilkumetrową głębokość rzeki w tym rejonie oraz wskutek szoku termicznego. Jeszcze inni wbiegali w położone nieopodal pola uprawne, gdzie próbowali gasić płomienie wijąc się na ziemi. Pozostałe przy życiu poparzone osoby otrzymywały pomoc w okolicznych domach. Ranni trafiali też do szpitala w Sanoku, gdzie pomocy usiłował udzielać im lekarz dr Marian Killar. Pomimo prób ratunku i leczenia ofiary umierały w następstwie poparzeń.
W wyniku zdarzenia śmierć poniosło kilkadziesiąt osób, według szacunków nawet około 70. Zdołano zweryfikować część ofiar pochodzących z obszaru Posady, natomiast dokładna lista nie jest znana, także z uwagi na nieznaną tożsamość osób zmarłych pochodzących spoza Sanoka. Wskazanie osób zmarłych tuż po zdarzeniu było też utrudnione przez fakt trwających wtedy frontowych walk niemiecko-sowieckich w rejonie Sanoka. Ustalono nazwiska 22 ofiar śmiertelnych. Niektóre rodziny nie odnalazły ciał swoich bliskich. Jedną z ofiar był 15-letni Adam Żołnierczyk, którego ciało rodzina zabrała do domu, następnie spalonego w wyniku ostrzału Armii Czerwonej.

## Upamiętnienie

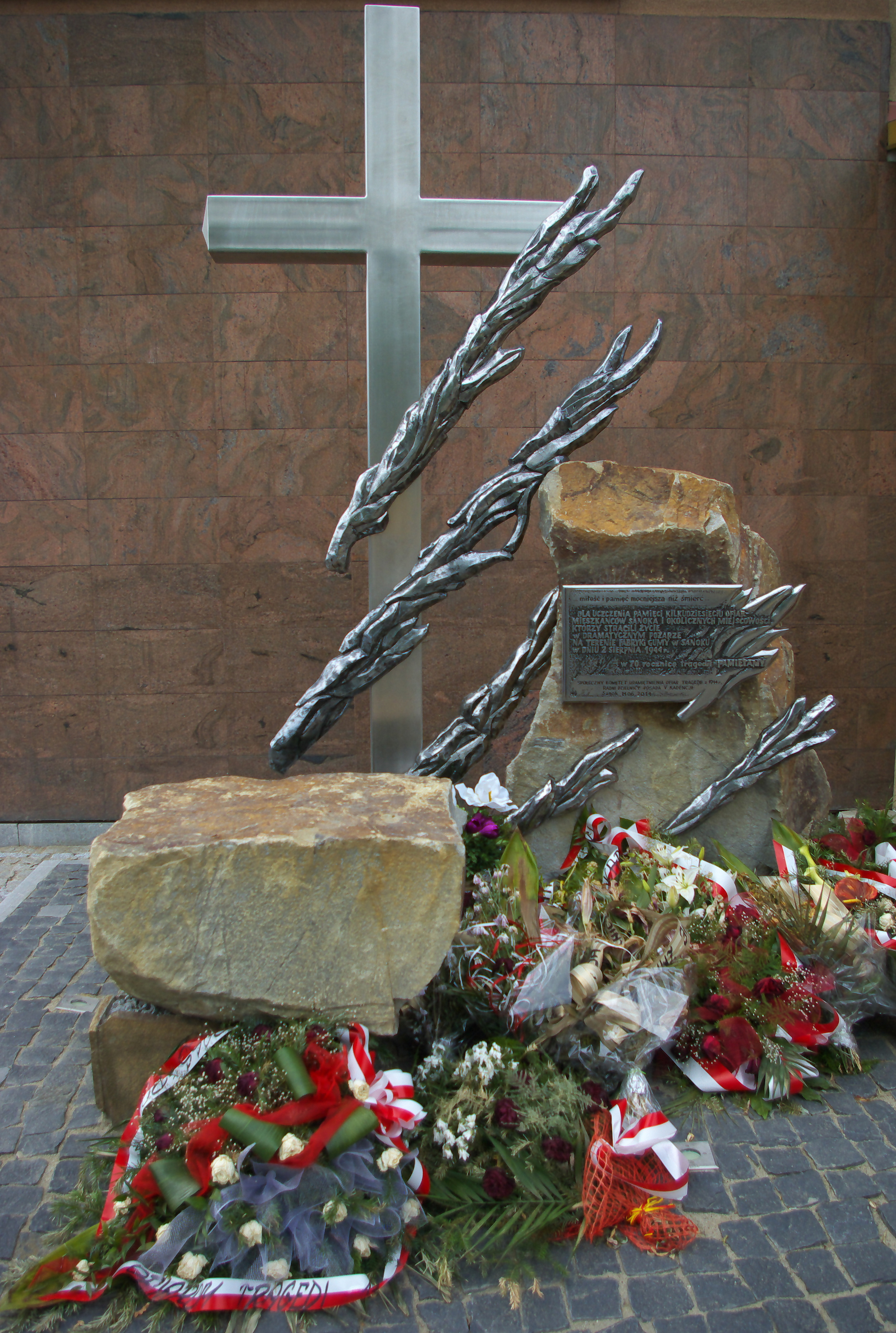
Pomnik od 2014 roku

W sierpniu 1945 świadek zdarzenia Józef Baszak posadził w miejscu zdarzenia wierzbę (wraz z nim Jan Dyrkacz i Zdzisław Baszak). W tym samym roku postawiono tam metalowy krzyż, którego inicjatorami byli Adam Baszak i Roman Bobala, a wykonawcą kowal Andrzej Bar. W 50. rocznicę wybuchu, z inicjatywy klubu seniora „Sanoczanie” przy wsparciu mieszkańców dzielnicy Posada i Rady tej dzielnicy w 1994 został postawiony nowy krzyż upamiętniający, przylegający do wspomnianej wierzby. Umieszczono na nim tabliczkę z inskrypcją: Krzyż postawiono dla upamiętnienia kilkadziesiąt osób, którzy ponieśli tragiczną śmierć w płomieniach jako żywe pochodnie – na skutek wybuchu materiałów palnych na terenie Fabryki gumy w dniu 2 sierpnia 1944 roku. Pamięć o Nich pozostanie żywa w naszych sercach. Mieszkańcy Dzielnicy Posada (według jednej wersji w tym samym 1994 roku, według innej w 2001).
W dniu 12 listopada 2012 został zawiązany Społeczny Komitet Upamiętnienia Ofiar Tragedii z 1944 r. w Sanockiej Dzielnicy Posada, złożony z radnych dzielnicowych i miejskich pochodzących z dzielnicy Posada, a przewodniczącym gremium został Zbigniew Czerwiński. Autorem projektu pomnika był Adam Przybysz. za opracowanie architektoniczne odpowiadały Krystyna Jurasińska i Mariola Sidor, zaś w zakresie elektrycznym Jan Kostka. 14 czerwca 2014, po mszy świętej w kościele Najświętszego Serca Pana Jezusa w Sanoku-Posadzie, dokonano odsłonięcia pomnika, usytuowanego w pobliżu ww. krzyża, przy skrzyżowaniu ulicy Mateusza Beksińskiego i ulicy Dworcowej, przy ścianie budynki Stomil East i w pobliżu siedziby dawnego Domu Chemika. W uroczystościach uczestniczyli m.in. wojewoda podkarpacki Małgorzata Chomycz-Śmigielska, burmistrz Sanoka Wojciech Blecharczyk, przewodniczący Rady Miasta Sanoka Jan Oklejewicz. Pomnik poświęcili kapłani z trzech sanockich parafii: ks. Piotr Buk, ks. Bartosz Rakoczy i franciszkanin o. Józef Madura. Pomnik odsłonili wspólnie Ludmiła Domogała (jako przedstawicielka rodzin ofiar wybuchu) oraz Małgorzata Chomycz-Śmigielska i Wojciech Blecharczyk], aktu poświęcenia dokonał ks. Piotr Buk. Monument stanowi krzyż otoczony płomieniami. Na granitowym pomniku umieszczona została tablica pamiątkowa. Inskrypcja na niej brzmi: ...miłość i pamięć mocniejsza niż śmierć... Dla uczczenia pamięci kilkudziesięciu ofiar – mieszkańców Sanoka i okolicznych miejscowości, którzy stracili życie w dramatycznym pożarze na terenie Fabryki Gumy w Sanoku w dniu 2 sierpnia 1944 r. W 70. rocznicę tragedii pamiętamy. Społeczny komitet upamiętnienia ofiar tragedii z 1944 r. Radni dzielnicy Posada V kadencji. Sanok, 14.06.2014..
Po ustanowieniu pomnika z 2014 dotychczasowy metalowy krzyż z tabliczką został przeniesiony na Cmentarz Posada w Sanoku. W 2014 przy okazji 70 rocznicy zdarzenia ukazała się publikacja pt. Byli jak żywe pochodnie... W 70. rocznicę tragedii w dawnej fabryce gumy w Sanoku, autorstwa Waldemara Bałdy.